# کنسرواتوار سن پترزبورگ

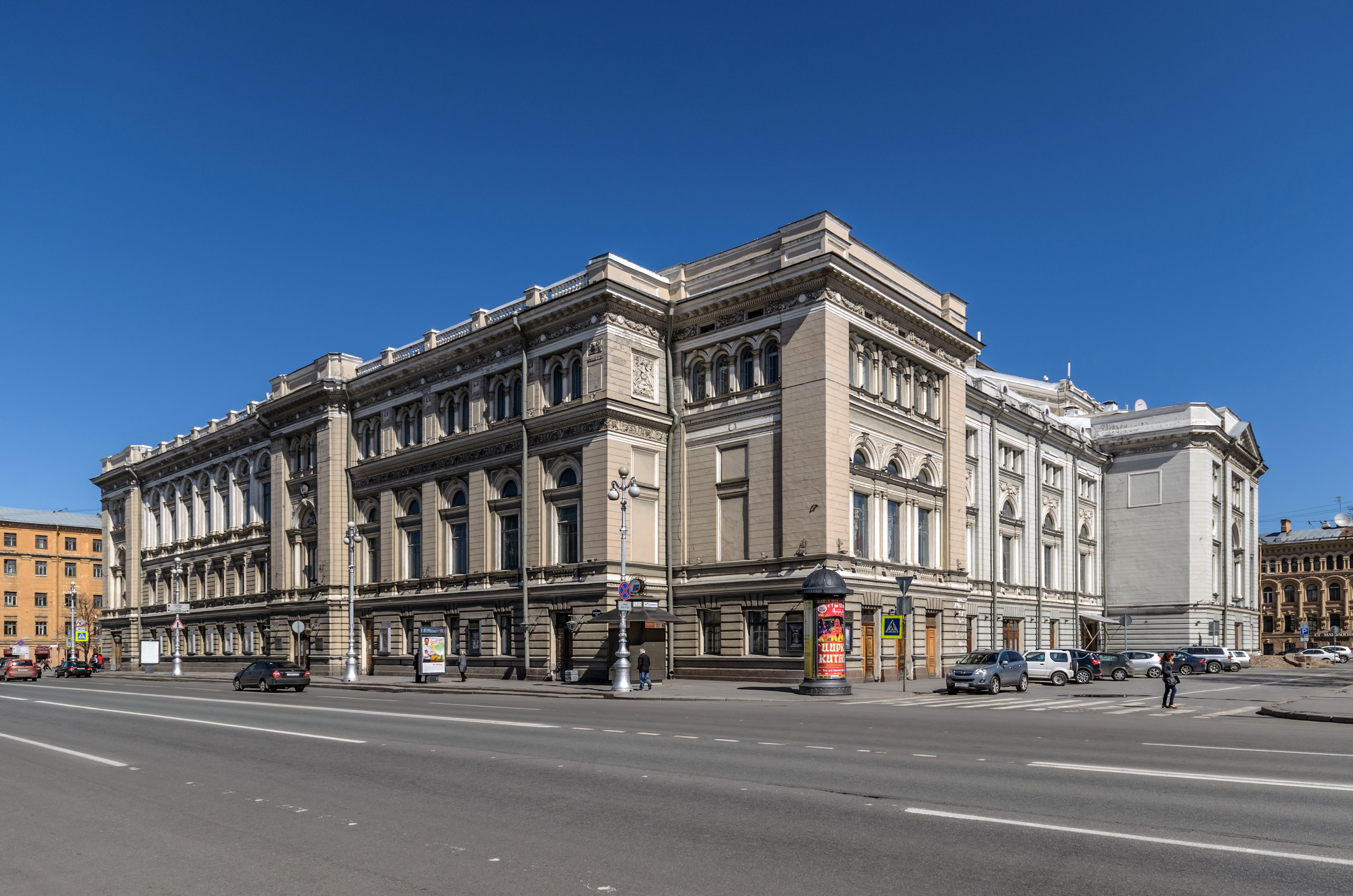

کنسرواتوار دولتی ن. الف. ریمسکی-کورساکوف سن پترزبورگ (به روسی: Санкт-Петербургская государственная консерватория имени Н. А. Римского-Корсакова) قدیمی‌ترین آکادمی موسیقی در روسیه است که در سال ۱۸۶۲ میلادی در سنت پیترزبورگ تأسیس شده و به نام آهنگساز روسی نیکلای آندره‌ویچ ریمسکی-کورساکوف نامگذاری شده‌است.

## دانش‌آموختگان مشهور
- دیمیتری شوستاکوویچ
- پیوتر ایلیچ چایکوفسکی
- سرگئی پروکفیف